# Sara Hughes
Sara Hughes (Long Beach, 14 de febrero de 1995) es una deportista estadounidense que compite en voleibol, en la modalidad de playa. Ganó una medalla de oro en el Campeonato Mundial de Vóley Playa de 2023, en el torneo femenino.

## Palmarés internacional
| Campeonato Mundial | Campeonato Mundial | Campeonato Mundial | Campeonato Mundial |
| Año                | Lugar              | Medalla            | Pareja             |
| ------------------ | ------------------ | ------------------ | ------------------ |
| 2023               | Tlaxcala (México)  | Medalla de oro     | Kelly Cheng        |